# Kia Sportage

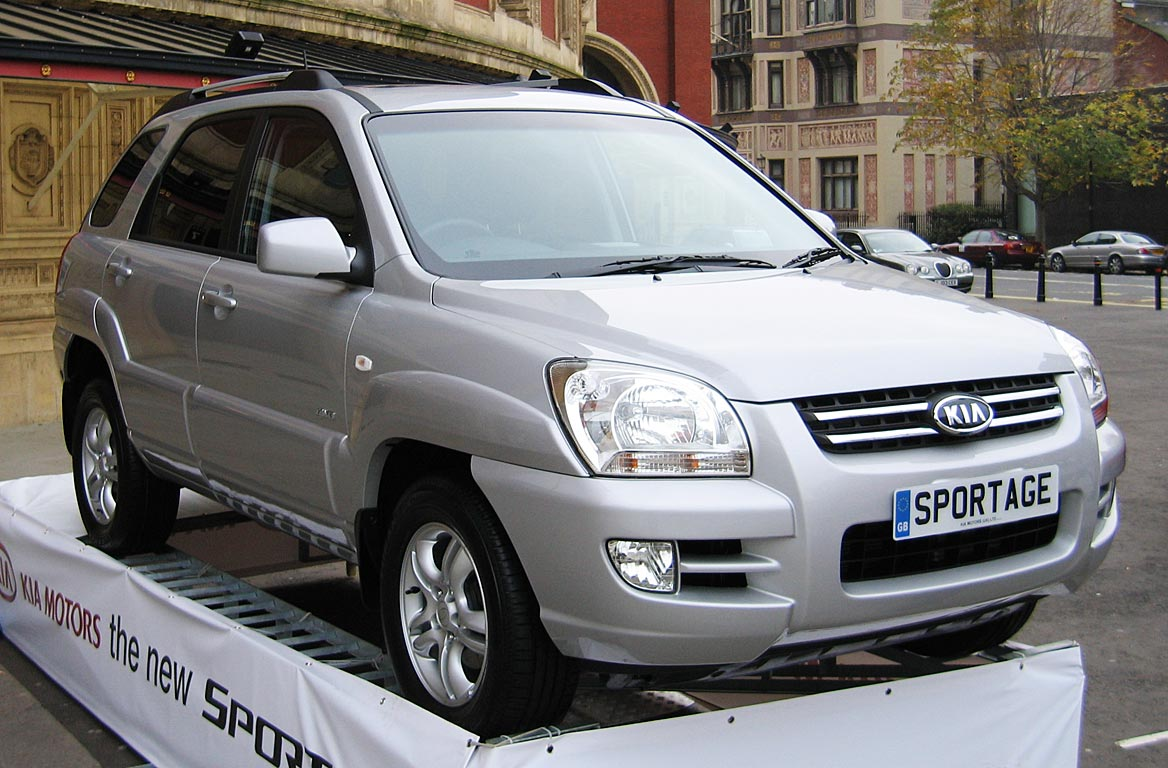
Kia Sportage

Kia Sportage är en fyrhjulsdriven mindre SUV från Kia Motors som säljs utrustad med såväl en bensinmotor som en dieselmotor. Från och med 2008 säljs Kia Sportage med sju års nybilsgaranti.
Generation ett av Kia Sportage såldes mellan 1996 och 2002. Generation två började säljas 2005. Generation tre började säljas 2010.